# Stilpnochlora acanthonotum
Stilpnochlora acanthonotum är en insektsart som beskrevs av Nickle 1985. Stilpnochlora acanthonotum ingår i släktet Stilpnochlora och familjen vårtbitare. Inga underarter finns listade i Catalogue of Life.